# Ivica Dačić
Ivica Dačić (v srbské cyrilici Ивица Дачић, * 1. ledna 1966, Prizren) je srbský politik za socialistickou stranu Srbska (předseda strany). Zastává post ministra vnitra a policie ve vládě Miloše Vučeviće.

## Původ a studium
Dačić pochází z Prizrenu, významného historického města v Kosovu. Gymnázium vystudoval v Niši, poté se zapsal na Fakultě politických věd v Bělehradě, kde vystudoval žurnalistiku.

## Politická dráha
Svá studia zakončil Dačić roku 1989 a již o rok později se stal předsedou bělehradské organizace Socialistické strany Srbska (která se nedlouho předtím vytvořila transformací Svazu komunistů Srbska. V letech 1992-2000 byl mluvčím Socialistické strany. Mezi lety 1992 a 2004 byl poslancem svazového parlamentu (skupštiny) v Bělehradě.
Ve vládě Mirka Cvetkoviće (2008-2012) zastával Dačić pozici ministra vnitra a vicepremiéra. V roce 2004 také kandidoval na úřad prezidenta a skončil pátý, v roce 2012 pak v prezidentských volbách opět nepostoupil do druhého kola a skončil na devátém místě.
Od prosince 2006 je předsedou Socialistické strany.
Kvůli jeho aktivitám z 90. let spojují některá média Dačiće s politickým režimem bývalého jugoslávského prezidenta Slobodana Miloševiće. Dačić se od tohoto spojení distancoval se slovy, že ho minulost nezajímá, neboť ji nelze na rozdíl od budoucnosti změnit.
V letech 2012-2014 byl Dačić předsedou vlády Srbska. Po tříměsíčních vyjednáváních o nové vládě se často diskutovalo o tom, že se premiérem stane bývalý prezident Boris Tadić.[zdroj?] Nakonec vládu sestavil předseda socialistů Dačić. Vedl kabinet složený z několika politických stran. Ve vládě zastával zároveň post ministra vnitra.
Na podzim 2012 se v Srbsku rozhořela tzv. odposlouchávací aféra. Premiér Dačić se rozhodl nařídit vyšetřování, kdo v ministerstvu vnitra je zodpovědný za odposlech prezidenta Nikoliće a ministra obrany Aleksandra Vučiće. Veřejně dementoval, že by sám jako ministr vnitra, odpovědný za policejní složky, měl s aktivitami spojenými okolo odposlouchávání něco společného. Po volbách v roce 2014 se stal prvním místopředsedou vlády Aleksandara Vučiće. Po jmenování Aleksandara Vučiće srbským prezidentem 31. května 2017 se z úřadu prvního místopředsedy stal prozatímním předsedou vlády, dokud prezident Vučić nejmenuje trvalého předsedu.